# Bruce Obomeyoma Onobrakpeya
Bruce Obomeyoma Onobrakpeya (Agbara-Otor, 30 agosto 1932) è un pittore, scultore e incisore nigeriano.

## Biografia
Nato ad Agbara-Otor nel Delta State, figlio di un intagliatore Urhobo. Cresciuto come cristiano, imparò anche le credenze della religione tradizionale. La sua famiglia si trasferì a Benin City quando lui era ancora piccolo. Frequentò la Western Boys High School, a Benin City, dove ebbe come maestro di arte Edward Ivehivboje. Frequentò anche classi di disegno al British Council Art Club di Benin City. Uno degli artisti che lo ispirarono fu Emmanuel Erabor con i suoi acquerelli. Dopo aver concluso la scuola, Onobrakpeya fu assunto come insegnante di arte alla Western Boys High School di Benin City (1953–1956). Nel 1956 si trasferì a Ondo, dove insegnò per un anno alla Ondo Boys High School.
Nell'ottobre 1957 Onobrakpeya fu ammesso al Nigerian College of Arts, Science and Technology, che ora è diventato la Ahmadu Bello University, di Zaria. Riuscì a pagarsi gli studi grazie a una Federal Government Scholarship. Contemporaneamente cominciò a sperimentare una pratica artistica legata al folklore nigeriano, ai suoi miti e alle sue leggende. La maggior parte del suo lavoro si basa sull'uso di elementi stilistici e composizioni che derivano dalle arti decorative e dalla scultura africana tradizionale.
Il 9 ottobre 1958, un gruppo di studenti del college guidato da Uche Okeke fondò la Zaria Arts Society, poi diventata Zaria Rebels, con lo scopo di “decolonizzare” le arti visive insegnate da europei espatriati.  Onobrakpeya ha poi affermato che il college lo fece cresce a livello tecnico, ma fu la Zaria Arts Society, un gruppo in cui si discuteva di arte, che diede forma al suo essere artista dal punto di vista professionale. Questo gruppo gli diede il coraggio necessario a cercare una propria modalità espressiva. Cominciò ad allungare le figure, a ignorare la prospettiva e a evocare l'elemento sovrannaturale attraverso elementi decorativi ambigui.
n seguito Onobrakpeya frequentò diversi seminari di tecniche di stampa a Ibadan, Oshogbo, Ife and Haystack Mountains School of Crafts, Maine, USA. La prima mostra dedicata interamente alle sue opere si tenne nel 1959 a Ughelli sul delta del Niger. A questa seguirono altre mostre in USA, Italy, Zimbabwe, Germany, Britain, Kenya e in molti altri paesi. Onobrakpeya ha contribuito in modo cospicuo alla rinascita dell'arte contemporanea nigeriana. Ha insegnato per molti anni al St. Gregory's College, Lagos.

## Bruce Onobrakpeya Foundation
Onobrakpeya ha fondato la Bruce Onobrakpeya Foundation, di cui è il presidente, e che ogni anno organizza il seminario Harmanattan nella sua città natale, Agbara Otor, Delta State. La fondazione è un'organizzazione artistica non governativa ed è attiva dal 1999. Il suo scopo fondamentale è quello di favorire la crescita delle arti e della cultura fornendo agli artisti la possibilità di acquisire le capacità tecniche necessarie. Punta anche a far conoscere l'arte africana e il suo ruolo positivo sulla società. Ha contribuito a organizzare una lunga lista di eventi, tra cui l'Amos Tutuola Show, a Lagos (2000).

## Esposizioni
Ha esposto alla Tate Modern Londra, al National Museum of African Art del Smithsonian Institution di Washington, DC e al Malmö Konsthall di Malmö, in Svezia. La National Gallery of Modern Art di Lagos ha ospitato una mostra di tele astratte di Onobrakpeya.

### Mostre selezionate
- 1959 First one-man exhibition, Ughelli, Delta State, Nigeria.
- 1960 Group show of contemporary Nigerian art in the Independence Exhibition, Lagos.
- 1962 Art From Africa, Phelp-Stokes Fund, New York.
- 1965 Commonwealth Exhibition of Art, Cardiff and London.
- 1967 Biennale of Illustrations, Bratislavia.
- 1967 Group show of nine Nigerian artists. Show toured London, Moscow and Warsaw.
- 1969 International Book Fair, Bologna
- 1970 St. Andrew's School, Middletown, Delaware Howard University, Washington, D.C.
- 1971 Commonwealth Art Gallery, London.
- 1972 Gallery, Watatu, Nairobi Newark State College, Newark, New Jersey Art Society of the International Monetary Fund, Washington, D.C.
- 1973 Afro Centrum Gallery, Berlin.African Heritage Gallery, Nairobi
- 1974 Contemporary African Festival, Field Museum of Natural History, Chicago, and Museum of Natural History, New York.
- 1975 Martin Luther King, Jr. Library, Washington, D.C. Sponsored by African- American, Women's Association.
- 1976 Gallery of Litterio Calapai, Glencoe, Illinois.
- 1977 The Best of Africa, Toronto Saint Paul in Contemporary Art, Vatican Museum, Rome
- 1978 Tenth one-man exhibition at the Goethe Institute, Lagos.
- 1979 Held a one-man exhibition of prints in Amersfoort Holland. The show was arranged by Mrs. DeVries and sponsorship was by DHV of Lagos and Amersfoort. It was opened by Professor Ru Van Rossem of Tilburg University.
- 1980 Held a one-man exhibition of prints (with emphasis on printing on metal foil) at the Best of Africa Gallery, Toronto, Canada.
- 1980 One-man exhibition in Glatt Centrum, Zurish, Switzerland. It was sponsored by CIBA-GEIGY and SGS.
- 1981–1982 One-man exhibition of prints and paintings arranged by Galarie Glahe and opened by Nigerian Ambassador to Bonn H.E. Mohammed Lawal Rafindadi.
- 1983 Held a one-man exhibition of prints and painting titled Sabbatical Experiments 1978–1983, co-sponsored by Goethe Institute (German Cultural Institute) NIJ House, Victoria Island, Lagos, and the Society of Nigerian Artists (Lagos State Branch). The guest of honour at the opening was Susanne Wenger from Oshogbo.
- 1984 Held a one-man exhibition titled Bruce Onobrakpeya: 25 years of creative search, at the Foyer and Courtyard of the Institute of African Studies, University of Ibadan.
- 1984 Held a one-man show of plastograph, prints and plastocast relief paintings to mark the Netherlands/Belgium Week at Goethe Institute Victoria Island, Lagos.
- 1988 Exhibition of Sahelian Masquerades, Italian Cultural Institute Lagos
- 1989 The Sahelian Masquerade was shown in: Kew Garden London, Greenwich Citizen Gallery near London, and Pacific Lutheran University, Tacoma, Washington State.
- 1990 Participation in Group show titled African Contemporary Art-Changing Traditions, organized by studio Museum, Harlem, New York. Participated in the 44th Venice Biennale.
- 1990 Riegelsberger Gallery Mannheim, Germany. A show of recent art works sponsored by ABB (Asea Brown Boveri).
- 1990 Unity Through Arts, National Museum Onikan, Lagos sponsored by Guinness (Nigeria) Limited.
- 1991 Sahelian Masquerade, exhibition in National Gallery of Zimbabwe, Gibbes Museum of Art Charleston, South Carolina, U.S.A., College of Charleston, South Carolina, U.S.A, African American Gallery Charleston, South Carolinas, U.S.A.
- 1992 Bruce Onobrakpeya : A retrospective. One of the events which was organized by Society of Nigerian Artists to mark the artist's 60th birthday at the National Museum, Onikan, Lagos.
- 1993 The Spirit in Ascent accompanied with a 270-page monograph, a press conference and a symposium were sponsored by The Shell Petroleum Development Company of Nigeria Limited and launched by Chief Philip Asiodu, Hon. Secretary of Petroleum and National Resources at the NIIA Victoria Island, Lagos. The Society of Nigerian Artists was a co-organizer of the events.
- 1994 Inaugural Group Show at the Pushkin Art and Antique Gallery Victoria Island, Lagos
- 1995 Seven Stories About Modern Art in Africa – Whitechapel Art Gallery, London. One of the events of Britain's global showcase Africa '95.
- 1996 Seven Stories About Modern Art in Africa – Malmo Konsthall, Malmo, Sweden. Ivorex Engravings including the Shrine II entered for the Seven Stories About Modern Art exhibited in London and Malmo.
- 1998 Wise Art Gallery, Norfolk State University, U.S.A. Christine Gerlach Show, German Community, Abuja, Nigeria.
- 1999 Exhibition of prints and paintings Alliance Francaise, Ikoyi, Lagos. Promoter of Nigerian Art-Goethe Institute, Victoria Island, Lagos. Christine Gerlach Show, German Community, Abuja, Nigeria.
- 1999 Amos Tutuola Show – Folklore inspired art in Honour of the novelist – Aina Onabolu House, National Gallery of Art, National Theatre, Iganmu, Lagos.
- 2000 Exhibition of paintings, prints sculptures, installations etc. by Otu-Ewena Artists, Aina Onabolu, Building National Theatre Complex, Iganmu, Lagos.
- 2001 Century City: Art and Culture in the Modern Metropolis – Tate Modern Gallery London.
- 2002 Exhibition of paintings, Sculpture Mixed Media prints ceramics and installations by Otu-Ewena Artists International, Aina Onabolu, Building National Theatre Complex, Iganmu. Exhibition was in honour of Onobrakpeya at 70.
- 2002 Bruce Onobrakpeya : Window Into his Art: Retrospective Exhibition of selected works from various periods of his artistic career spanning 1957 to date, held at the National Gallery of Art, Aina Onabolu Building, National Theatre Complex, Iganmu, Lagos
- 2002 Exhibition: Rhythms of the Forge: A presentation of the fourth Harmattan Workshop Series (Agbarha Otor), at the French Cultural Center, Kingsway Road, Ikoyi, Lagos. The presentation comprised lectures demonstrations, seminar and exhibition of artworks selected from the Four Harmattan Workshops so far held i.e. 1998, 1999, 2000 & 2002.
- 2002 Exhibition: Jewels of the Crucible: This exhibition presented works produced at the 4th Harmattan Workshop, showcasing recent developments in jewelry bronze casting, wood carving and several other media. Works of the Otu Ewena Artists International were also shown at the Nimbus art Center, Maitama Sule Street, Ikoyi Lagos.
- 2002 Participated in Exhibition: Rhythms of Fulfilment organized by Akwa Ibom Chapter of the Society of Nigerian Artists. Exhibition was in honour of Onobrakpeya at 70 and was opened by Governor Victor Obong Attah of Akwa Ibom State and featured the works of over 30 artists.
- 2002 Ways of the Rivers: Arts and Environment of the Niger Delta: Showed Installation Akporode at the UCLA Fowler Museum of Cultural History. Exhibition expected to tour various cities in the U.S.
- 2005 Art and Democracy, a group exhibition mounted during 5th anniversary of Democracy in Nigeria; held at Nelrose Hotel, Asaba, Delta State.
- 2006 Where Gods and Mortals Meet, New York, Columbia and Washington D.C., U.S.A.
- 2006 Jewels of Nomadic Images, held at Quintessence Gallery, Falomo, Ikoyi, Lagos.
- 2008 Auction / Exhibition organized by Arthouse Contemporary Limited, at Civic Centre, Victoria Island, Lagos.
- 2008 October Rain. Society of Nigerian Artists (S.N.A) group exhibition – Held at the National Museum, Onikan, Lagos.
- 2008 Auction / Exhibition organized by Arthouse Contemporary Limited, at Civic Centre, Victoria Island, Lagos.
- 2008 Art Expo, organized by Art Gallery Association of Nigeria (AGAN) in conjunction with National Gallery of Art (NGA), held at the National Museum, Onikan, Lagos.
- 2010 Africa Now. Auction/ Exhibition at Bonhams, Manhattan, New York, U.S.A.
- 2010 Retrospective Exhibition of Bruce Onobrakpeya titled : The Legacy at the Grillo Pavilion in Ikorodu, Lagos Nigeria.
- 2010, 'Evolving Currents", Art exhibition in celebration of 50 years of Nigerian visual arts in honour of 50 years of Independence. Exhibition was organized by Iroko Art, Abuja, Nigeria.

## Film e documentari
- Kindreds Spirits: Contemporary Nigerian Artists, Smithsonian World Washington, D.C. U.S.A.
- The Magic of Nigeria, Produced by Delka/Polystar directed by Ola Balogun, Lagos , Nigeria.
- Recalling the Future Art by Joanna Grabski, Produced and directed by Claudine Pommier Executive Producer Cheikh Tidiane *N'diaye./Arts in Action Society (Vancouver, Canada) 2002.
- The Harmattan Workshop Experience: The Journey so far: film and documentary on 10 years the Agbarha- Otor Harmattan workshop experience produced and directed by Onobrakpeya, 2009.
- RedHot Produced by Communication for Change, directed by Sandra Obiago, June 2011, Lagos, Nigeria.